# Kamendaka minor
Kamendaka minor är en insektsart som först beskrevs av Frederick Arthur Godfrey Muir 1928.  Kamendaka minor ingår i släktet Kamendaka och familjen Derbidae. Inga underarter finns listade i Catalogue of Life.